# Eleição municipal de Osasco em 1988
A eleição municipal de Osasco em 1988 ocorreu em 15 de novembro de 1988. O prefeito titular era Humberto Parro do PMDB. Francisco Rossi do PTB elegeu-se prefeito em turno único.

## Resultado da eleição para prefeito

### Primeiro turno
| Candidatos a prefeito              | Número | Coligação | Votação | Percentual |
| ---------------------------------- | ------ | --------- | ------- | ---------- |
| Francisco Rossi PTB                | 14     | PTB       | 130.933 | 43,73%     |
| José David Binsztajn PMDB          | 15     | PMDB      | 48.389  | 16,16%     |
| João Paulo Cunha PT                | 13     | PT        | 40.820  | 13,63%     |
| Tonca Falseti PSDB                 | 45     | PSDB      | 8.092   | 2,70%      |
| Carlos Alberto Salge PL            | 22     | PL        | 4.233   | 1,41%      |
| Jesus Rodrigues Domingues Neto PDS | 11     | PDS       | 2.938   | 0,98%      |
| Josué Lucianelli PSC               | 20     | PSC       | 2.009   | 0,67%      |
| Maria José do Nascimento PH        | 19     | PH        | 1.003   | 0,33%      |